# Бійня у ресторані «Золотий Дракон»
Бійня у ресторані «Золотий Дракон» — це бандитська перестрілка, яка відбулася 4 вересня 1977 року в ресторані Golden Dragon на Вашингтон-стріт, 822 в Чайнатауні, Сан-Франциско, Каліфорнія. П'ять нападників, членів китайської молодіжної банди Joe Boys, намагалися вбити лідерів Wah Ching, конкуруючої банди Чайнатауну. Внаслідок нападу п'ятеро людей загинули, ще 11 отримали поранення, жоден з них не був членом банди. Пізніше сім зловмисників були засуджені за вбивства. Ця перестрілка призвела до створення у Департаменті поліції Сан-Франциско «Оперативної групи по боротьбі з азійськими бандами». Ця група змогла зупинити розгул банд в китайському кварталі до 1983 року. Сам ресторан закрився в 2006 році.

## Перестрілка

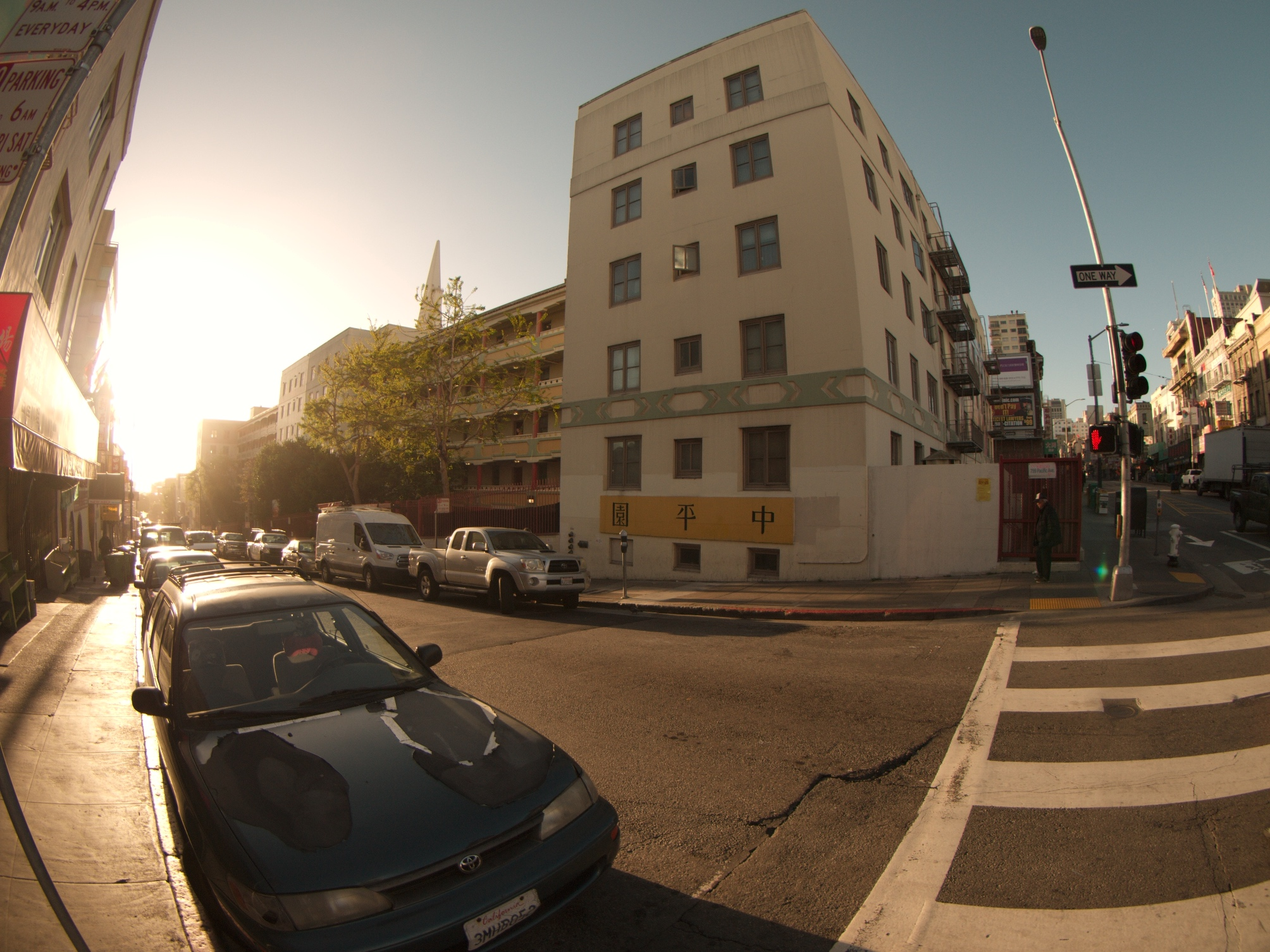
Central Ping Yuen (2018), на розі Стоктона та Pacific

### Мотивація
Причиною інциденту стала давня ворожнеча між двома ворогуючими бандами Чайнатауна, Joe Boys (Чун Чін Йі) і Ва Чін (Wah Ching). Вважається, що перша жертва в цьому протистоянні була вбита у 1969 році. Дві банди контролювали різні частини Сан-Франциско. Wah Ching контролювали китайський квартал (Chinatown), а Joe Boys — райони Річмонд і Сансет. Банди були суперниками з тих пір, як Joe Boys відкололися від Wah Ching наприкінці 1960-х років. Стрілянина в «Золотому Драконі» була спробою вбивства лідерів Wah Ching і була помстою за перестрілку з Ва Чін в районі Пінг Юен (Сад миру) Чайнатауну (кит.: 平園住宅房屋大廈) 4 липня. 1977. Перестрілка була викликана суперечкою про продаж феєрверків. Ця перестрілка призвела до смерті 16-річного Фелікса Х'юї (Felix Huey, іноді романізується як Huie; кит. 許非力) і поранення Мелвіна Ю — обидва були членами Joe Boys.
Своєю чергою, вбивство Х'юї розглядалося як помста за смерть Кін Чуен Луї, 20-річного члена Wah Ching. 31 травня в нього здійснили більше десяти пострілів під час спроби втечі на своїй машині. Пізніше смерть Луї була увічнена у вірші Майкла МакКлюра, який знайшов його невдовзі після стрілянини. До 1977 року в китайському кварталі Сан-Франциско було вбито 44 людини. включно із загиблими у «Золотому Драконі»; інспектор поліції Сан-Франциско Джон МакКенна нарахував 55 загиблих у період з 1969 по 1977 рік.

### Планування
Напад планувався у квартирі в Дейлі Сіті. Підготовка розпочалася на початку 1977 року, коли члени Joe Boys почали купувати зброю, яку планували використати під час перестрілки; влітку 1977 року Том Ю, лідер Joe Boys, переконав свого давнього друга, який володів будинком у Пасифіка, сховати зброю, загорнуту в тканину, у шафі цього будинку. 29 серпня 1977 року Ю зустрівся з Карлосом Джоном, членом іншої банди; Ю попросив Джона слідкувати за Wah Ching та їх союзниками, бандою Hop Sing Tong, під час вихідних на День праці, звертаючи особливу увагу на місця, де вони збиралися пізно ввечері. Змовники обрали ціллю «Золотогий Дракон», тому що це було улюблене місце перебування як Wah Ching, так і Hop Sing Tong. Напад також мав завдати фінансової шкоди Джеку Лі, старійшині Hop Sing, який був співвласником ресторану.
Ю дав Джону номер телефону будинку у районі Pacifica і попросив його зателефонувати наступної суботи (3 вересня). Ввечері п'ятниці (2 вересня) члени Joe Boys зібралися в Пасифіці і дістали зброю. Ю отримав телефонний дзвінок о 1:00 ранку в суботу, і після короткої приватної розмови наказав повернути зброю в шафу. На той момент група, яка планувала напад, складалася з Тома Ю, його братів (Честер і Дана), Мелвіна Ю (не родич), Пітера Нг, Пітера Чунга, Кертіса Тама, Кам Лі та Дона Вонг.

Ресторан Golden Dragon на північній стороні Вашингтон (на захід від Грант), приблизно жовтень 2000 року. Фотографував Керол Хайсміт.

Пізніше того ж вечора банда повернулася до Пасифіки. Близько 9:30 вечора двох членів Joe Boys, Пітера Чунга і Дану Ю, попросили вкрасти автомобіль, який буде використано для втечі; невдовзі вони повернулися на синьому Dodge Dart і припаркували його біля будинку. Члени банди дістали зброю з шафи після того, як власники будинку повернулися і лягли спати. О 2:00 ранку у неділю, 4 вересня 1977 року, Том Ю отримав телефонний дзвінок від Карлоса Джона про те, що члени конкуруючої банди Wah Ching, включаючи Майкла «Хот-Дога» Луї, одного з її лідерів, були у «Золотому Драконі», ресторані у китайському кварталі Сан- Франциско (кит. 三藩市華埠金龍大酒樓).
Честер Ю відвіз групу з чотирьох Joe Boys (сам Честер Ю, Кертіс Там, Мелвін Ю і Пітер Нґ) до «Золотого Дракона» на вкраденому Dodge. Через сорок хвилин, о 2:40 ранку Честер Ю припаркував крадену машину біля «Золотого Дракона» і залишився на водійському сидінні, а інші пішли до ресторану. Озброєні гвинтівкою Commando Mark III 45-го калібру (сучасний клон пістолета-кулемета Томпсона), двома помповими рушницями 12-го калібру та револьвером .38-го калібру, троє членів банди одягли нейлонові панчохи та увійшли в ресторан через другий вхід, за адресою 818 Washington, і почали шукати членів Wah Ching. Під час суду над Кертісом Тамом Честер Ю свідчив, що Там мав обрізаний дробовик, Нг мав довгоствольний дробовик та пістолет, а Мелвін Ю використовував гвинтівку. Під час стрілянини в ресторані був присутній натовп від 50 до понад 100 осіб, багато з яких були туристами.

### У «Золотому Драконі»
За словами Честера Ю, Нг доручив Таму спочатку зробити постріл у стелю, щоб «коли люди запанікують і впадуть на підлогу, ми вирішимо, у кого стріляти». Натомість, без попередження, три члени банди відкрили вогонь по відвідувачах у переповненому ресторані, убивши п'ятьох людей, у тому числі двох туристів, і поранивши ще 11, жоден з яких не був членом банди. У зізнанні Тама він заявив, що його змусили приєднатися до стрілянини, і він навмисно не цілився у відвідувачів; після того, як він «почув, як Мелвін почав стріляти, а потім і Пітер. Я зробив перший постріл у диван. Другий я цілив туди, куди нікого не було». Свідчення на суді над Мелвіном Ю показали, що він був першим, хто відкрив вогонь із гвинтівки.
Мелвін Ю підійшов прямо до людини за столом і вистрелив у нього дев'ять разів, продовжуючи стріляти після того, як жертва впала на підлогу. Потім Мелвін Ю перенаправив свою автоматичну гвинтівку і став стріляти у натовп. Також пролунало два постріли з дробовика від інших нападників. Першу жертву, яку пізніше ідентифікували як приїжджого студента юридичного факультету Пола Ваду, можливо, помилково ідентифікували як «дотичних» до банди. У ранніх випусках новин деяких жертв стрілянини помилково назвали «високопоставленими» членами банди.
Ті, на кого був націлений напад, лідери Wah Ching і Hop Sing, сиділи за столиком у задній частині ресторану. Під час стрілянини вони не постраждали. Близько 10 членів Wah Ching, включно з їх лідером Майклом Луї, сховалися під столи під час стрілянини. Їх попередив друг, який з вікна помітив трьох озброєних людей, які бігли до ресторану, і вигукнув «Людина з пістолетом!» кантонською та англійською мовами. Член Тріади Реймонд Квок Чоу, якому тоді було 17 років і член дружньої банди Hop Sing Tong, який пізніше став доволі відомим, був серед тих, хто пережив напад.
Стрілянина тривала менше 60 секунд Пізніше поліція назвала це найжахливішим масовим вбивством в історії Сан-Франциско.
Коміки Філіп Проктор і Пітер Бергман з театру Firesign їли в Golden Dragon під час стрілянини, після виступу Проктора і Бергмана в Great American Music Hall. Коли Бергман, ветеран армії, зрозумів, що у зловмисників не лишилося набоїв, він піднявся з укриття щоб розгледіти їх обличчя, поки вони тікали. Він свідчив щодо них під час суду.
Двоє озброєних поліцейських, які не були на службі, також обідали у Golden Dragon під час нападу. Джеймс Бонанно, патрульний, кинувся в укриття, коли увійшли нападники; пізніше він засвідчив, що, переховуючись, витягнув револьвер і викликав допомогу по рації. Як тільки стрілянина припинилася, через 30—45 секунд він вийшов і почав допомагати пораненим відвідувачам. Річард Харгенс (або Харкінс) також впав на підлогу, почувши постріли, і, хоча він витягнув револьвер, він заявив, що на його лінії вогню були інші відвідувачі, і через це він не міг стріляти в нападників. Жоден з офіцерів не зміг ідентифікувати озброєних людей, крім того, що описав їх як «молодиків азійської зовнішності».

### Замітання слідів

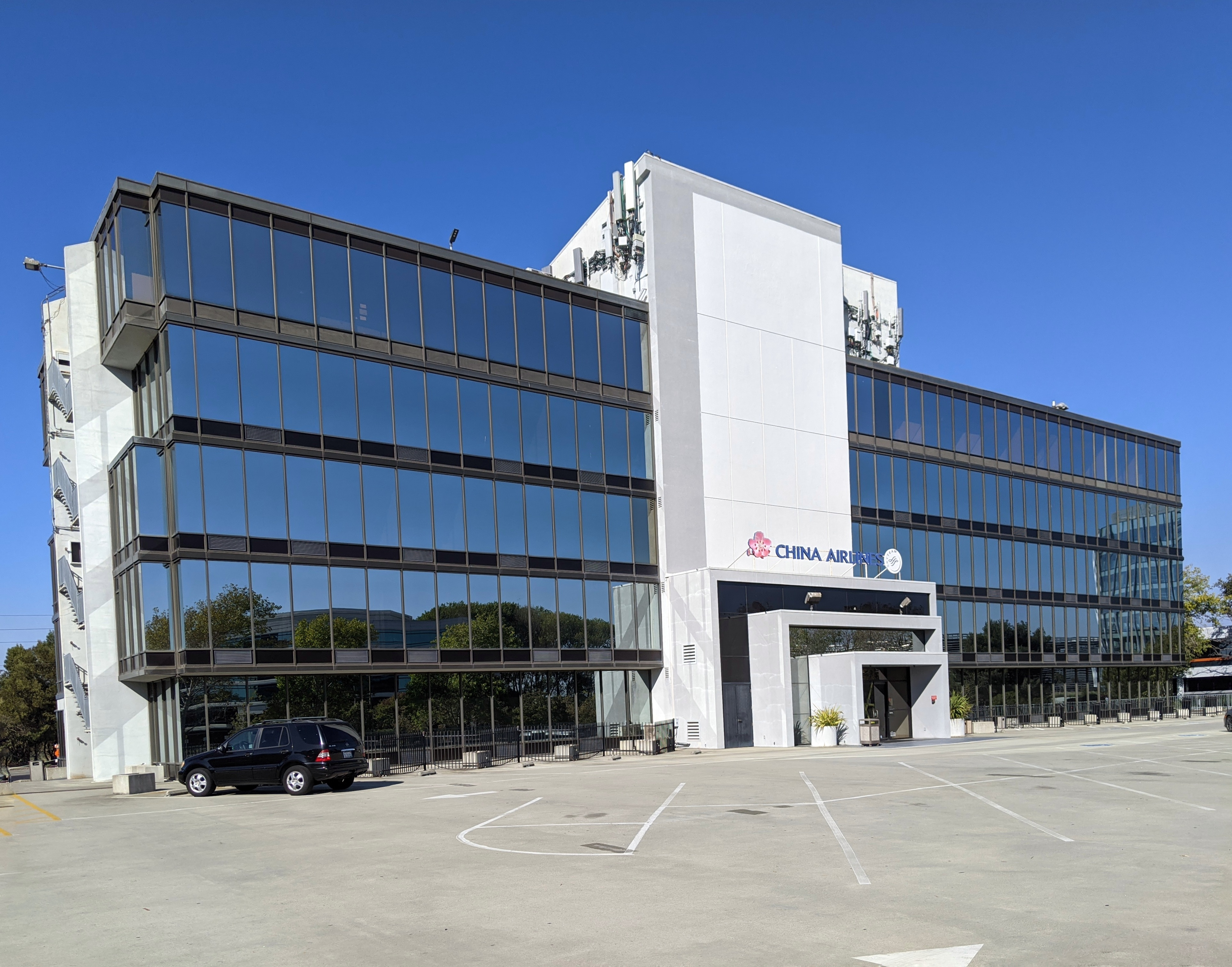
433 Airport Blvd, місце Kee Joon's в Берлінгеймі

Після стрілянини Честер Ю відвіз нападників до будинку в Пасифіці, а зброю повернули до шафи. Після повернення Joe Boys не спали до світанку, обговорюючи стрілянину, потім лягли спати на кілька годин, після чого прокинулися, щоб послухати новини про вбивство. Вони відправили Тоні Чун-Хо Сето (Tony Chun-Ho Szeto), іншого члена Joe Boys, щоб забрати локшину із «Золотого Дракона» на сніданок. Пізніше того ж ранку зловмисники дістали зброю з шафи, розрізали її на шматки в гаражі та попросили Сето викинути шматки в затоку Сан-Франциско. Сето підвіз Честера Ю неподалік «Kee Joon's», ресторану у місті Burlingame, де працював Сето, і разом вони скинули шматки зброї в затоку поблизу міжнародного аеропорту Сан-Франциско. Через тиждень після перестрілки Том Ю востаннє подзвонив Карлосу Джону, попросивши Джона «зберігати спокій».

## Жертви
Пізніше п'ятеро застрелених у ресторані були ідентифіковані як:
- Келвін М. Фонг (Calvin M. Fong, 方凱文), 18 років, випускник середньої школи ім. архієпископа Ріордана[31]
- Дональд Кван (Donald Kwan, 君唐勞), 20 років, випускник середньої школи ім. Авраама Лінкольна[31]
- Деніз Луї (Denise Louie, 雷典禮), 21 рік, студентка з міського планування Вашингтонського університету[31]
- Пол Вада (Paul Wada, 和田保羅), 25 років, студент юридичного факультету Університету Сан-Франциско[31]
- Фонг Вонг (Fong Wong, 黃芳), 48 років, іммігрант з Гонконгу, який працював офіціантом у Golden Dragon[31]

## Наслідки
Через тиждень після стрілянини, нападники з Wah Ching стріляли по двох членах Joe Boys. У результаті один із них загинув, а інший був важко поранений. Поліція заявила, що мотивом цього нападу була помста. 18-річний Майкл Лі був убитий, а Ло «Марк» Чан, 19 років, був важко поранений під час засідки біля входу в будинок Чана в Річмондському районі.
Перестрілка сильно погіршила репутацію Чайнатауну, який був однією з провідних туристичних локацій Сан-Франциско. Велика кількість бронювань у ресторанах була відмінена після перестрілки, від чого постраждала ресторанна індустрія. Хоча «Золотий Дракон» знову відкрився всього через сім годин після стрілянини, він закрився вже о 10 вечора через спад відвідування; зазвичай він залишався відкритим до 3 ранку. Кількість туристів і бізнесменів сильно зменшилася протягом кількох тижнів після стрілянини, хоча інші підприємства стверджували, що причиною підвищення цін і зниження відвідування було зростання вартості робочої сили. У грудні в Golden Dragon продовжувалися проблеми, а поліція досі не проводила жодних арештів, хоча на той момент Майкла Луї, який був однією з цілей нападу, було заарештовано за підозру в причетності до вбивства Кіта Мун Луї в 1976 році (не родич), 18-річного іммігранта з Гонконгу.

### Розслідування
Департамент поліції Сан-Франциско (SFPD) оголосив, що вони близькі до розкриття злочину незабаром після стрілянини, але керівник департаменту Чарльз Гейн розкритикував громаду Чайнатауну за мовчання та «відмову від відповідальності» через «субкультуру страху» помсти зі сторони банд. Лейтенант SFPD Деніел Мерфі, керівник розслідування, сказав, що «оскільки так багато невинних людей було вбито та поранено, цього разу мешканці та свідки співпрацювали більше, ніж зазвичай». Після стрілянини, мешканці Чайнатауну надавали поліції підказки, і допомагали ідентифікувати відвідувачів ресторану з рядів Wah Ching, та нападників з Joe Boys.
Чарльз Гейн також заявив, що азартні ігри в Чайнатауні «процвітають відверто і давно». Пізніше Гейн заявив, що його критика азартних ігор у Чайнатауні була направлена на те, щоб розлютити спільноту, та спровокувати її надати більше інформації. Гордон Лью, редактор місцевої газети китайського кварталу East-West, у свою чергу розкритикував SFPD за те, що вони покладалися на інформацію та співпрацю з лідерами громад, які пов'язані зі злочинним світом, що призвело до недовіри громади до SFPD, і дійшов висновку, що «самогубство для китайців не є чеснотою». Джо Фонг, засновник Joe Boys, сказав в інтерв'ю з в'язниці, що співробітникам SFPD платили за захист азартних ігор у Чайнатауні. Керівник департаменту Гейн заперечив це, заявивши, що подібне співробітництво було частиною поліцейської культури лише до того, як він став начальником.
Мер Джордж Москоне оголосив про винагороду у 25 тис. долларів за інформацію, яка допоможе засудити нападників через два дні після стрілянини. На той момент це було найбільшою винагородою, запропонованою в Сан-Франциско. Безпрецедентну винагороду зрештою збільшили до 100 тис. долларів наприкінці вересня — це була найвища винагорода, яку дозволяло міське законодавство. SFPD отримав першу інформацію у справі через два тижні після перестрілки. Ця інформація вказувала на Кертіса Тама.
Тим не менше, до грудня 1977 року жодних арештів не відбувалося, хоча поліція розслідувала протистояння між Joe Boys і Wah Ching. Зрештою нагороду отримав Ган Ва «Роберт» Ву (Gan Wah «Robert» Woo) з Joe Boys. Ву був заарештований у березні 1978 року за участь у іншій бандитській сутичці 15 лютого на Портсмут-сквер. В результаті цієї перестрілки було поранено двох членів Wah Ching. Він передав поліції запис, як Там обговорює напад; згодом Ву визнали інформатором і помістили під захист.

### Арешти
Кертіс Там, Мелвін Ю, Пітер Нг, Честер Ю і Том Ю були зрештою заарештовані та засуджені; Кертіс Там, Мелвін Ю і Пітер Нг були упізнані як нападники. Усім їм на момент стрілянини було по 17 років.

### Суди
У серпні 1978 року трьох юнаків, яких звинувачували в причетності до злочинів, визнали себе винними або були визнані винними в закритому судовому процесі у справах неповнолітніх.

### Довгострокові результати
Колишній учасник Joe Boys, Білл Лі, написав про вбивства та досвід свого перебування в банді в книзі «Китайський ігровий майданчик: Мемуари». Лі пішов з банди незабаром після стрільби 1977 року. Він подав заяву в поліцію про інцидент у квітні 1999 року, коли інші члени банди сказали, що йому не слід було писати книгу під час суд.
Перестрілка у «Золотому Драконі» призвела до створення у складі SFPD «Оперативної групи китайського кварталу (пізніше азійської)», якій приписують припинення пов'язаного з бандами насильства в китайському кварталі до 1983 року . Першим арештом Оперативної групи був Майкл Луї, відомий 21-річний лідер Wah Ching, який був однією з цілей нападу на «Золотий Дракон».